# Sophronitis pumila
Sophronitis pumila, thường được biết đến với tên the Dwarf Sophronitis, là một loài lan đặc hữu của đông nam và miền nam Brasil.